# Втрати батальйону «Айдар»
| Втрати батальйону «Айдар» з 2014 по 2020 роки. На основі зведеної таблиці втрат. |
| 10 20 30 40 50 60 70 80 90 100 2014 2015 2016 2017 2018 2019 2020                |

У статті описано деталі загибелі бійців батальйону «Айдар».

## Обставини втрат
- 17 червня 2014 року в районі селища Металіст на околицях Луганська під час боїв з терористами загинули четверо бійців[2] батальйону :
  - Колесник Андрій Михайлович (Павлоград, Дніпропетровська область)[3];
  - Рябуха Сергій Вікторович (Ніжин, Чернігівська область)[4];
  - Хамраєв Рустам Шаніязович (Луцьк, Волинська область)[5];
  - Чепіга Микола Миколайович (Полтава; про його смерть рідні довго не знали — була непідтверджена інформація, що Микола перебуває у полоні; 2 липня стало відомо про його смерть; тіло тривалий час не могли перевезти додому)[6].
- 30 червня загинув Черута Валентин (село Хрущівка, Черкаська область), в останні години 10-денного перемир'я, в результаті мінометного обстрілу. Похований 2 липня у місті Золотоноша (Черкаська область), де він мешкав[7].
- 7 липня загинули командир підрозділу «Холодний Яр»
  - Войцехівський Євген Вікторович (псевдонім «Чех») під час збройного нападу бойовиків близько 5-ї години ранку на комендатуру міста Щастя біля Луганська[8] ;
  - Гулько Олег Васильович (Заліщики, Тернопільська область)[9].

- 14 липня при зачищенні п. Біле (Луганська обл.) підірвалися на фугасі 3 бійці серед яких був лейтенант Олександр Подрезенко.
- 12 липня під час виконання бойового завдання в районі села Жовте в передмісті Луганська від мінометного обстрілу загинули троє бійців :
  - Нетруненко Артем Віталійович (псевдонім «Умар Валькірія», Луганськ);
  - Карпенко Сергій Миколайович (Нетішин, Хмельницька область, та Подрезенко Олександр Васильович-«Кац»[10].
- 20 липня під час розвідки в тилу супротивника в районі Луганська був захоплений в полон і вбитий проросійськими бойовиками Михайлов Олег Миколайович (псевдонім «Серапатист», 1968 р.н., Волинська область) — член «Самооборони Майдану Волині»[11].
- 21 липня внаслідок бою за блокпост під Луганськом загинув «афганець» Лепкалюк Олексій Васильович (Лисичанськ, Луганська область)[12].
- За добу 21-22 липня БТО «Айдар» втратив 5 бійців:
  - Королько Микола Петрович, 1988 р.н., Волинь;
  - Муха Володимир Олександрович, 1994 р.н., Вінниччина;
  - Тома Геннадій Леонідович, 1973 р.н., Харківщина;
  - Ящук Павло Володимирович, 1966 р.н., Київ.[13]
- 25 чи 27 липня під Луганськом загинули:
  - Білик Василь (Гуцул);
  - Стрельчук Павло (Старшина);
  - Гамай Тарас Омелянович.
- За добу 27-28 липня в тяжких боях за Лутугине батальйон втратив 12 бійців:
  - Алієв Іолчу Афі-Огли, Бойко Віталій Васильович;
  - Василаш Ілля Євгенович;
  - Вербовий Михайло Вікторович (с. Південне, Нікопольський р-н, Дніпропетровська обл. 1993 р.н. Лєший);
  - Давидчук Олександр Васильович;
  - Квач Орест Арсенович;
  - Коврига Сергій Володимирович (Лялік);
  - Куліш Іван Володимирович (Старобільськ, Луганська область)[14];
  - Менюк Станіслав Петрович;
  - Римар Ігор Віталійович (Сірко);
  - Топольський Павло Васильович;
  - Шостак Сергій Олександрович (Шест) 1972 р.н., (Луцьк, Волинська область)[15][16][17];
  - Личак Микола Анатолійович.
  - липень — Колотун Сергій Сергійович[18]
- 13-15 серпня загинули:
  - Зюзь Володимир Іванович (с. Осипенко, Запорізька область);
  - волонтер[19][20] Кушов Руслан Бахникулович;
  - старший солдат, Марунчак Андрій Мирославович;
  - солдат (воїн-афганець, учасник Євромайдану), Филипчук Ігор Ярославович;
  - солдат, Юричко Володимир Володимирович.[21]
- 16 серпня загинуло 4 айдарівця:
  - Дібрівний Дмитро Олександрович (1988 р.н.);
  - Качур Іван Іванович (1982 р.н.);
  - Колотвін Олександр Вікторович (1984 р.н.);
  - Слободенюк Пилип Аркадійович (1961 р.н.).[22]
- Аболмасов Андрій Вікторович, старший сержант, фельдшер медичного пункту, загинув 17 серпня 2014 року.
- Климчук Сергій Дмитрович, старший сержант, старший водій, загинув 17 серпня 2014 року.
- Падюков Альберт Володимирович, солдат, стрілець, загинув 19 серпня 2014 року.
- Міхнюк Олег Іванович, старший сержант, сержант з МТЗ, загинув 20 серпня 2014 року[23].
- Гаркавенко Євген Миколайович, солдат, номер обслуги, загинув 22 серпня 2014 року.
- Корабльов Андрій Віталійович, солдат, стрілець-помічник гранатометника, загинув 22 серпня 2014 року.
- Бойко Володимир Степанович, солдат, номер обслуги, загинув 23 серпня 2014 року.
- Петросян Оганес Арутюнович з позивним «Ара», солдат, стрілець, загинув 23 серпня 2014 року.
- Андріюк Василь Васильович з позивним «Німець», солдат, загинув 23 серпня 2014 року.
- Писаренок Андрій Володимирович, солдат, стрілець-помічник гранатометника, загинув 23 серпня 2014 року.
- Черноволов Володимир Олександрович з позивним «Захар», солдат, стрілець-помічник гранатометника, загинув 23 серпня 2014 року.
- Федоров Сергій Сергійович, старшина 1 статті, начальник польової лазні, помер 26 серпня 2014 року[24].
- 26 серпня 2014 року потрапивши під артобстріл на трасі в районі Новосвітлівка — Хрящувате під Луганськом загинули:
  - Шевчук Борис Іванович з позивним «Електрик», солдат.
  - Білітюк Василь Васильович з позивним «Білл», солдат.
  - Кононко Сергій Олександрович з позивним «Обухів», солдат.
  - Лучинський Іван Володимирович з позивним «Луч», солдат, оператор.
- Ідель Ілля Євгенійович, старший солдат, старший оператор, помер 30 серпня 2014 року.
- 5 вересня 2014 року потрапивши в засідку в районі села Цвітні Піски загинули:
  - Скиба Олександр Сергійович з позивним «Термінатор», старший сержант, оператор.
  - Кумецький Віктор Володимирович з позивним «Кум»[25].
  - Шалатовський Вадим Володимирович з позивним «Хмель», старший солдат, старший навідник.
  - Юркевич Андрій Михайлович з позивним «Грізлі», солдат, командир взводу.
  - Вишневський Олег Анатолійович з позивним «Вишня», солдат, стрілець.
  - Атаманчук Андрій Вікторович з позивним «Атаман», солдат.
  - Богуш Андрій Васильович, солдат, водій-електрик.
  - Коломієць Федір Федорович з позивним «Шахтьор», солдат.
  - Король Юрій Васильович з позивним «Король», солдат, сапер-розвідник.
  - Якубовський Назар Олександрович з позивним «Назарчик», солдат, стрілець.
  - Стулов Олексій Валерійович з позивним «Гвоздь», солдат, снайпер.
  - Пархоменко Сергій Леонідович з позивним «Пархом», солдат, гранатометник.
  - Рожков Дмитро Анатолійович з позивним «Димок», солдат, кулеметник.
  - Білоус Олександр Севаст'янович з позивним «Льотчик», солдат.
  - Грибков Сергій Миколайович з позивним «Прокурор», солдат, водій-електрик.
  - Сльота Володимир Васильович, солдат, номер обслуги.
  - Якимчук Владислав Сергійович з позивним «Шаман», солдат, стрілець[26].
- Слісенко Михайло Михайлович з позивним «Михалич», солдат, водій, помер 7 вересня 2014 року.
- Ісик Іван Васильович з позивним «Повар», солдат, номер обслуги, помер 14 вересня 2014 року.
- Боднар Василь Федорович, старший сержант, командир відділення, загинув 27 вересня 2014 року.
- 15 жовтня 2014 року потрапивши в засідку поблизу села Сміле загинули:
  - Піскіжов Олександр Валерійович з позивним «Італієць», старший сержант, командир групи.
  - Царенко Владислав Миколайович з позивним «Цар», солдат.
  - Полєно Юрій Вікторович з позивним «Ока», солдат, гранатометник.
- Гурняк Віктор Петрович з позивним «Олігарх», солдат, кулеметник, загинув 19 жовтня 2014 року.
- Липчак Федір Федорович з позивним «Гуцул», солдат, загинув 28 жовтня 2014 року.
- Жовтий Дмитро В'ячеславович з позивним «Скорпіон», солдат, розвідник, загинув 15 листопада 2014 року.
- 2 грудня 2014 року під час обстрілу з РСЗВ «Град» позицій батальйону в районі міста Щастя загинули:
  - Сташків Ярослав Петрович з позивним «Бистрий», солдат.
  - Захарчук Олександр Петрович з позивним «Захар», солдат, механік-водій.
- 18 грудня 2014 року потрапивши в засідку поблизу села Старий Айдар загинули:
  - Оврашко Сергій Миколайович з позивним «Динаміт», молодший сержант, командир розвідроти.
  - Гріголашвілі Олександр з позивним «Алеко», доброволець, інструктор та снайпер розвідувальної роти[27][28].
- Базга Юрій Олександрович, солдат, помер 8 січня 2015 року.
- Сидор Олег Миколайович з позивним «Скіф», солдат, командир штурмового загону «Яструб», загинув 9 січня 2015 року.
- Никоненко Сергій Григорович з позивним «Косічка», солдат, командир розвідувального підрозділу, загинув 18 січня 2015 року.
- Бобуров Руслан Юрійович з позивним «Німець», солдат, кулеметник, загинув 31 січня 2015 року.
- Жеребило Вадим Володимирович з позивним «Діджей», солдат, стрілець-зенітник, загинув 31 січня 2015 року.
- Гаврилов Валерій Васильович, солдат, стрілець, загинув 8 лютого 2015 року.
- Романов Сергій Миколайович з позивним «Пума», старший солдат, стрілець, помер 13 травня 2015 року.
- Сапожніков Олексій Юрійович з позивним «Сапог», солдат, снайпер, помер 15 травня 2015 року.
- Гащенко Олексій Михайлович з позивним «Даос», старший солдат, загинув 22 травня 2015 року.
- Галушка Артур Аркадійович, солдат, стрілець, загинув 22 травня 2015 року.
- Марчук Євген Миколайович з позивним «Чорний», молодший сержант, командир відділення, загинув 26 травня 2015 року.
- Ніколаєв Микола Миколайович, солдат, старший водій, загинув 17 червня 2015 року.
- Ліверін Олександр Миколайович, солдат, кулеметник, помер 21 червня 2015 року.
- Смоляр Іван Дмитрович з позивним «Дядя Ваня», молодший сержант, командир відділення, загинув 4 липня 2015 року.
- Романов Артем Геннадійович з позивним «Німець», солдат, гранатометник, загинув 4 липня 2015 року.
- Шпек Руслан Олександрович, солдат, стрілець, помер 17 липня 2015 року.
- Пушкарьов Олександр Васильович, майор, загинув 22 жовтня 2015 року[29].
- Роземборський Олександр Євгенович, солдат, розвідник, помер 14 листопада 2015 року.
- Кірись Олексій Сергійович з позивним «Карась», старший солдат, оператор-навідник, загинув 26 грудня 2015 року.
- Голюк Назар В'ячеславович, солдат, снайпер, загинув 1 січня 2016 року[30].
- Курбатов Вадим Михайлович, сержант, начальник контрольно-технічного пункту, загинув 27 лютого 2016 року.
- Крупка Назар Олександрович, солдат, номер обслуги, загинув 11 березня 2016 року.
- Луцюк Роман Йосипович з позивним «Лисий», солдат, помер від поранень 20 березня 2016 року.
- Баула Сергій Миколайович з позивним «Ворон», сержант, командир відділення, загинув 23 травня 2016 року.
- Куліба Микола Михайлович з позивним «Батя», молодший сержант, командир відділення, загинув 23 травня 2016 року.
- Макаревич Борис Степанович, майор, командир батареї, загинув 11 червня 2016 року.
- Тихонов Євген Олександрович, старший солдат, загинув 11 червня 2016 року[31].
- Самойленко Володимир Якович з позивним «Дядя Вова», солдат, розвідник, помер 16 червня 2016 року.
- Гуртяк Юрій Олександрович з позивним «Таєць», молодший лейтенант, командир взводу, загинув 11 липня 2016 року.
- Комаров Ярослав Михайлович з позивним «Комарик», старший солдат, командир відділення, загинув 11 липня 2016 року.
- Пустовий Сергій Олегович з позивним «Стрілок», молодший сержант, командир відділення, загинув 23 жовтня 2016 року.
- Саюк Микола Олександрович з позивним «Француз», молодший сержант, командир відділення, загинув 1 листопада 2016 року.
- Кочетов Сергій Вікторович з позивним «Кіт», старший солдат, старший навідник, помер 1 листопада 2016 року.
- Муждабаєв Руслан Ільясович з позивним «Татарин», солдат, стрілець-помічник гранатометника, загинув 25 грудня 2016 року[32].
- Голубєв Сергій Володимирович з позивним «Голуб», сержант, головний сержант взводу, загинув 11 березня 2017 року.
- Дзерин Антон Миколайович з позивним «Пікассо», старший солдат, номер обслуги, загинув 11 березня 2017 року.
- Сіхарулідзе Давид Кайнович, молодший сержант, командир відділення, загинув 11 травня 2017 року.
- Сінягуб Антон Сергійович з позивним «Дейл», молодший сержант, командир відділення, помер 24 жовтня 2017 року, Світлодарська дуга.
- Бондар Ярослав Володимирович з позивним «Фестиваль», солдат, номер обслуги, загинув 24 жовтня 2017 року.
- Парасочка Геннадій Павлович-«Колобок», солдат, 8 грудня 2017.
- Прошкін Олександр Олександрович-«Проха», солдат, 8 грудня 2017.
- Найда Мар'ян Володимирович, старший солдат, 23 серпня 2018, Кримське.
- Чирва Андрій Олександрович, старший солдат, 23 серпня 2018, Кримське.
- Щербанюк Михайло Миколайович, старший солдат, 23 серпня 2018, Кримське.
- Проценко Тарас Станіславович, солдат, 23 серпня 2018, Кримське.
- Влодарський Олексій Костянтинович, сержант, 2 жовтня 2018, Кримське.
- Коновод Юрій Миколайович, молодший сержант, 23 квітня 2019, смт. Південне, Торецька міська рада[33]
- Дрогін Сергій Олександрович, старший солдат, 7 травня 2019, смт. Південне, Торецька міська рада[34]
- Пузиков Олександр Юрійович, старшина, 24 травня 2019[35]
- Локтіонов Владислав Олександрович, старшина, 7 липня 2019[36]
- Курбатов Тихон Олександрович, старший сержант, 25 серпня 2019[37]
- Рой Владислав Олександрович, солдат, 17 вересня 2019[38]
- Вітовська Анастасія Олександрівна, солдат, 27 вересня 2019[39]
- Дедюх Іван Мирославович, сержант, 27 червня 2020[40].
- Бахнар Артур Вікторович, солдат, 28 липня 2020[41].
- Зварич Петро Юрійович, старший солдат, 30 січня 2021[42].
- Онопрієнко Володимир Володимирович, старший солдат, 10 березня 2021 року[43].
- Соболєв Дмитро, солдат взводу вогневої підтримки 2-ї штурмової роти. Загинув 26 березня 2023 року в районі Бахмута[44].
- 22 жовтня 2022; солдат Привидений Сергій Васильович
- 15 березня 2023; молодший сержант Лемішенко Андрій Миколайович

### Список загиблих
| №  | Прізвище, ім'я, по батькові (псевдо)             | Посада (звання)                                                                  | Про особу | Дата смерті (вік)         | Обставини смерті |
| -- | ------------------------------------------------ | -------------------------------------------------------------------------------- | --- | ------------------------- | --- |
| 1  | Хамраєв Рустам Шонійозович                       | Солдат, старший навідник автоматичних протипіхотних гранатометів волинської роти | Народився29 листопада 1975 р. Узбек. Проживав у м. Луцьк. Учасник волинської сотні самооборони Майдану. Сім'я: залишився 12-річний син. | 17 червня 2014 (38 років) | Загинув у районі селища Металіст на околицях Луганська під час обстрілу із крупнокаліберного кулемету — куля потрапила у голову бійця. Передова група батальйону «Айдар», що вирушила до місця бою сил АТО з терористами, потрапила у засідку та була обстріляна із важкого озброєння. 20 червня відбулося прощання та громадська панахида. Похований на Алеї почесних поховань міського кладовища в селі Гаразджа. |
| 2  | Рябуха Сергій Вікторович                         | Солдат афганської роти                                                           | Народився28 березня 1991 р. Проживав в м. Ніжин (Чернігівська область). В 2006 закінчив ніжинську ЗОШ № 6; в 2009 — київське залізничне ПТУ. До 2010 року працював техніком в аеропорту Жуляни. Активний учасник Євромайдану. Сім'я: | 17 червня 2014 (23 роки)  | Загинув у районі селища Металіст на околицях Луганська. Передова група батальйону «Айдар», що вирушила до місця бою сил АТО з терористами, потрапила у засідку та була обстріляна із важкого озброєння. Загалом бій тривав 20 годин. 22 червня у рідному місті бійця був оголошений траур, відбулися проводи в останню путь та вшанування його пам'яті. Похований на Мигалівському кладовищі (вулиця Куйбишева). |
| 3  | Колесник Андрій Михайлович (Камаз)               | кулеметник                                                                       | Народився14 квітня 1972 р. Проживав в м. Павлоград (Дніпропетровська область). Сім'я: залишилась 17-річна донька. | 17 червня 2014 (42 роки)  | Загинув в районі селища Металіст на околицях Луганська. Залишився прикривати відхід своєї групи, що потрапила в засідку та була обстріляна із важкого озброєння; врятував життя 16-ти побратимів. Загалом бій тривав 20 годин. Похований 25 червня на міському кладовищі Павлограду. |
| 4  | Чепіга Микола Миколайович                        | Солдат                                                                           | Народився10 серпня 1977 р. Мешкав у селі Надержинщина, Полтавська область. Слюсар вагоноремонтного депо в Полтаві. Сім'я: залишились дружина та 3-річна донька. | 17 червня 2014 (36 років) | Загинув у районі селища Металіст на околицях Луганська. Передова група батальйону «Айдар», що вирушила до місця бою сил АТО з терористами, потрапила у засідку та була обстріляна із важкого озброєння. Похований 6 липня на цвинтарі села Надержинщина, де мешкав з сім'єю, прощання відбулося в Полтаві — у дворі, де живуть його батьки. |
| 6  | Чурута Валентин Павлович                         | Солдат                                                                           | Народився 1977 р. село Хрущівка, Черкаська область. Проживав в Золотоноші. Учасник Майдану. Сім'я: залишилась дружина з двома дітьми (син та дочка). | 30 червня 2014 (37 років) | Загинув від кулі снайпера, перебуваючи у складі дозорної трійки, яка потрапила під мінометний та снайперський обстріл. Похований 3 липня на міському цвинтарі, прощання відбулося на центральній площі Золотоноші. |
| 7  | Войцехівський Євген Вікторович (Чех)             | командир підрозділу «Холодний Яр»                                                | Народився 6 липня 1979 р. в Кам'янці, Черкаська область (За іншими даними уродженець Хабаровського Краю, РРФСР). Мешкав у Смілі на Черкащині. Сім'я: залишились дружина та двоє маленьких синів — 3-х та 5-и років. | 7 липня 2014 (35 років)   | Загинув під час збройного нападу бойовиків близько 5-ї години ранку на комендатуру міста Щастя біля Луганська. До комендатури під'їхала диверсійна група під виглядом українських військових з українським прапором. В автомобілі сиділи люди, які сказали, що привезли «сепаратиста». Євген Войцехівський підійшов до них без зброї і бронежилета, і диверсанти відкрили стрільбу з автоматів, вбили бійця і обстріляли вікна комендатури. |
| 8  | Гулько Олег Васильович                           | Сержант                                                                          | Народився9 лютого 1972 р. Заліщики, Тернопільська область. Всю зиму провів на столичному Майдані, а в травні вирушив воювати на схід. Рідним про це не сказав, щоб не хвилювалися. Мама дізналася, що Олег у гарячій точці лише отримавши звістку про його смерть. Сім'я: | 7 липня 2014 (42 роки)    | Загинув біля міста Щастя під Луганськом від пострілу в спину. Свідки кажуть — терористи приїхали начебто здаватися з білим прапором, а потім відкрили вогонь на ураження. 8 липня у Києві в Українському домі з Олегом прощалися друзі-майданівці. Звідти автобус із тілом загиблого вирушив на Тернопільщину. |
| 9  | Нетруненко Артем Віталійович (Умар Валькірія)    | Солдат                                                                           | Народився7 жовтня 1989 р. Проживав в м. Луганськ. Мав україно-чеченське походження, мусульманин за віросповіданням. Мав історичну освіту, закінчив Луганський педагогічний університет. Брав участь у луганському Євромайдані. Сім'я: | 12 липня 2014 (24 роки)   | Загинув разом з двома бойовими товаришами, від мінометного обстрілу у селі Жовте під Луганськом. За іншими даними БТР підірвався на фугасі з детонацією боєкомплекту в районі селища Металіст під Луганськом. |
| 10 | Карпенко Сергій Миколайович (Нельс)              | Солдат                                                                           | Народився10 жовтня 1979 р. Нетішин (Хмельницька область). Сім'я: залишилися дружина та 11-річний син. | 12 липня 2014 (34 роки)   | Загинув разом з двома бойовими товаришами, від мінометного обстрілу у селищі Жовтому під Луганськом. За іншими даними БТР підірвався на фугасі з детонацією боєкомплекту в районі селища Металіст під Луганськом. |
| 11 |                                                  | Солдат                                                                           | | 12 липня 2014             | Загинув разом з двома бійцями, від мінометного обстрілу у селі Жовте. За іншими даними підірвався в БТРі на фугасі в районі селища Металіст під Луганськом. |
| 12 | Михайлов Олег Миколайович (Серапатист)           | Солдат, кулеметник                                                               | Народився12 листопада 1968 р. село Дерно (Волинська область). У минулому правоохоронець-кінолог, таксист, член «Самооборони Майдану Волині». Сім'я: залишилися дружина і син (22 роки). | 20 липня 2014 (45 років)  | Під час розвідки в тилу супротивника в районі Луганська був захоплений в полон і вбитий терористами. |
| 13 | Лепкалюк Олексій Васильович                      | Солдат                                                                           | Народився24 серпня 1956, село Старий Косів (Івано-Франківська область). Останні 28 років проживав у Лисичанську на Луганщині. Ветеран війни в Афганістані. З перших днів перебував на київському Майдані, самооборонівець 8-ї сотні «афганців». Сім'я: залишились троє дітей, онуки. | 21 липня 2014 (58 років)  | Загинув у бою за блокпост під Луганськом. 22 липня з бійцем попрощалися на Майдані. 23 липня тіло бійця доправили в його рідне село Старий Косів на Прикарпатті, де відбулося прощання з загиблим. Похований 24 липня на присілку Волійця села Черганівка. |
| 14 | Муха Володимир Олександрович                     | Солдат                                                                           | Народився28 березня 1994 р. в селі Кам'янки (Вінницька область). У віці 10 років разом з родиною переїхав до Гайсина. Навчався на третьому курсі Вінницького технічного університету, але перевівся на заочне відділення та записався добровольцем до «Айдару». Мріяв стати військовим. Сім'я: залишились мати і сестра. | 21 липня 2014 (20 років)  | Загинув під час виконання бойового завдання у складі розвідгрупи в районі Луганська — біля 30 бійців потрапили в оточення переважаючих сил бойовиків. Похований у селі Кам'янки. |
| 15 | Королько Микола Петрович (Вітер)                 | снайпер                                                                          | Народився 1988 р. , Тоболи (Волинська область). Сім'я: залишились дружина та дві маленькі доньки (2,5 роки та 7 місяців). | 21 липня 2014 (26 років)  | Загинув від танкового обстрілу під час виконання бойового завдання в районі Луганська, коли 30 бійців Айдара потрапили в оточення переважаючих сил бойовиків. Похований в рідному селі. |
| 16 | Тома Геннадій Леонідович                         | Солдат                                                                           | Народився 1973 р., с.Таранівка, Зміївський район Харківська область. Похований в селі Шелестове Коломацького району. Сім'я: | 21 липня 2014 (41 рік)    | Загинув під час виконання бойового завдання в районі Луганська , коли 30 бійців Айдару потрапили в оточення переважаючих сил бойовиків. |
| 17 | Ящук Павло Володимирович (Охотнік)               | Солдат                                                                           | Народився 1966 р., Бердянськ (Запорізька область). Сім'я: залишились дружина та 9-річний син. | 21 липня 2014 (48 років)  | Загинув від вибуху бомби під час виконання бойового завдання в районі Луганська , коли 30 бійців потрапили в оточення переважаючих сил бойовиків. |
| 18 | Стрельчук Павло Володимирович (Старшина)         | Солдат                                                                           | Народився 1973 р., Кам'янець-Подільський (Хмельницька область). Активіст 15-ї сотні Самооборони Майдану, спецпідрозділ «Яструб». Висококваліфікований інженер, проживав у Києві. Сім'я: залишилась дружина та двоє дітей. | 25 липня 2014 (41 рік)    | Загинув під Луганськом. |
| 19 | Білик Василь Степанович (Гуцул)                  | Солдат                                                                           | Народився15 серпня 1992 р., Городенка (Івано-Франківська область). Сім'я: залишилась 2-річна донька. | 27 липня 2014 (21 рік)    | Загинув під Луганськом. |
| 20 | Личак Микола Анатолійович                        | розвідник                                                                        | Проживав в м. Ірпінь (Київська область). Ветеран-«афганець». За тиждень до загибелі поїхав відвозити допомогу землякам на схід, але вирішили залишитись й воювати. Сім'я: залишилось двоє синів, один з яких інвалід, хворий на ДЦП. | 27 липня 2014 ()          | Потрапив під мінометний обстріл, коли проводив розвідку боєм на під'їзді до Лутугине |
| 21 | Римар Ігор Віталійович (Сірко)                   | Солдат                                                                           | Народився9 липня 1962 р. Проживав в м. Могилів-Подільський (Вінницька область). Сім'я: | 27 липня 2014 (52 роки)   | Загинув під час бойових дій батальйону біля населених пунктів Лутугине, Успенка та Георгіївка. |
| 22 | Коврига Сергій Володимирович (Лялік)             | солдат                                                                           | Народився17 квітня 1962 р. Проживав в м. Могилів-Подільський (Вінницька область). Закінчив Кам'янець-Подільське вище військово-інженерне командне училище. Був активним учасником Євромайдану. Підполковник запасу. Ветеран війна в Афганістані. Сім'я: дружина, дві доньки та син. | 27 липня 2014 (52 роки)   | Загинув під час бойових дій батальйону біля населених пунктів Лутугине, Успенка та Георгіївка. |
| 23 | Алієв Іолчу Афі-Огли Руслан Алієв (Аварець)      | солдат                                                                           | Народився 5 листопада 1964 р., с. Дашбурун, Бейлаґанський район, Азербайджан. Азербайджанець, учасник УНСО. Сім'я: Залишились дружина та син. Місце поховання: м. Київ, Жулянське кладовище. | 27 липня 2014             | Загинув під час бойових дій батальйону біля населених пунктів Лутугине, Успенка та Георгіївка. Похований в Києві на Жулянському цвинтарі. |
| 24 | Менюк Станіслав Петрович                         | Солдат                                                                           | Народився9 лютого 1991 р. Гайсин (Вінницька область). У 2011 році закінчив Гайсинське медичне училище, отримав спеціальність фельдшера. Активний учасник Євромайдану. В липні добровольцем пішов служити в батальйон «Айдар» санінструктором, виніс з поля бою багатьох поранених. Сім'я: | 27 липня 2014 (23 роки)   | Загинув під час бойових дій батальйону біля населених пунктів Лутугине, Успенка та Георгіївка). |
| 25 | Куліш Іван Володимирович                         | Солдат                                                                           | Народився22 червня 1962 р. Піщане (Луганська область). Активний учасник Євромайдану, і один з організаторів спротиву сепаратизму у Старобільську. В квітні 2014 брав участь у програмі «Прямим текстом» телеканалу «ZIK». Сім'я: | 27 липня 2014 (52 роки)   | Загинув під час бойових дій батальйону біля населених пунктів Лутугине, Успенка та Георгіївка). |
| 26 | Квач Орест Арсенович                             | Солдат                                                                           | Народився23 липня 1991 р. Заліщики (Тернопільська область). Закінчив Київський військовий ліцей ім. І.Богуна. Навчався на юридичному факультеті Київського національного економічного університету ім. В.Гетьмана. Кандидатом в майстри спорту з Фрі-файту. Активний учасник руху ультрас київського «Динамо». | 27 липня 2014 (23 роки)   | Підірвався на міні, коли йшов з саперами. Похований |
| 27 | Вербовий Михайло Вікторович (Лєший)              | Солдат                                                                           | Народився23 лютого 1993 р. Південне (Дніпропетровська область). Учасник Самооборони Євромайдану. Сім'я: | 27 липня 2014 (21 рік)    | Загинув під час бойових дій батальйону біля населених пунктів Лутугине, Успенка та Георгіївка. |
| 28 | Шостак Сергій Олександрович «Шест»               | Старший сержант, заступник командира взводу розвідки                             | Народився 1972 р. Проживав в м. Луцьк. До 2006 року працював у правоохоронних органах, командував оперативним взводом спецпідрозділу «Беркут», брав участь у миротворчих операціях у Косово. Активний учасник Євромайдану. Сім'я: залишилась дружина та двоє синів (17 та 19 років). | 27 липня 2014 (42 роки)   | Загинув під час бою за місто Лутугине біля Луганська. Похований 31 липня на міському кладовищі в селі Гаразджа. |
| 29 | Бойко Віталій Васильович                         | Солдат                                                                           | Народився24 липня 1973 р. Київ. Активний учасник Революції гідності на Майдані Незалежності. З перших днів брав участь у проведенні антитерористичної операції на сході України. Сім'я: | 27 липня 2014 (41 рік)    | Загинув під час бойових дій батальйону біля населених пунктів Лутугине, Успенка та Георгіївка. |
| 30 | Василаш Ілля Євгенович (Дід)                     | солдат, розвідник, капітан запасу                                                | Народився 1959 р. Горбівці (Чернівецька область). Ветеран-«афганець». Активний учасник Майдану. Напередодні журналіст їздив разом із ним у село Стукалова Балка, яке опинилося на передовій і часто потерпає від обстрілів — залишилось відео. Сім'я: | 27 липня 2014 (55 років)  | Загинув під час бойових дій батальйону біля населених пунктів Лутугине, Успенка та Георгіївка. |
| 31 | Давидчук Олександр Васильович                    | розвідник                                                                        | Народився 1966 р. Проживав в м. Ірпінь, Київська область. Ветеран-«афганець». За тиждень до загибелі поїхав відвозити допомогу землякам на схід, але вирішив залишитись й воювати. Сім'я: залишилась 8-річна донька з молодою дружиною. | 27 липня 2014 (49 років)  | Потрапив під мінометний обстріл, коли проводив розвідку боєм на під'їзді до Лутугине. |
| 32 | Саіпов Кудайназар Алімбайович                    | Солдат, водій                                                                    | Народився 31 грудня 1980 р. Пересічне (Харківська область). Сім'я: | 29 липня 2014             | Назар кілька разів звертався до військкомату, але його не мобілізували, тоді вирішив самостійно записатися в батальйон «Айдар». В батальйоні був водієм. Вбитий снайпером під час чергування на посту. |
| 33 | Марунчак Андрій Мирославович                     | Сержант, вояк. Ветеран-афганець.                                                 | Народився 3 листопада 1966, Березина (Миколаївський район) (Львівська область). Був активним учасником Майдану 2004 року та Революції Гідності, у 8-й сотні «афганців». Посмертно нагороджений орденом «За мужність» І ступеня. Сім'я: | 14 серпня 2014            | Під час оточення Луганська силами АТО, російські бойовики виставили проти них 10 танків. В бою Андрій підбив один ворожий танк, проте був розстріляний із іншої броньованої машини терористів. |
| 34 | Зюзь Володимир Іванович                          | солдат, волонтер                                                                 | Народився 1948, Осипенко (Бердянський район) (Запорізька область). Член Бердянської районної організації ВО «Свобода» з 2010 року. Незважаючи на 66-річний вік, зголосився на війну добровольцем. | 14 серпня 2014            | Під час оточення Луганська силами АТО, на їх відділення йшло 8 танків. Два з них було підбито, інші відвернули й пішли в сторону. Командира батальйону та його заступника було поранено. Зюзь В. І., сказав товаришам, щоб вони відходили, а він їх прикриє. Потім позицію накрило залпом з РСЗВ «Град», унаслідок чого загинув. |
| 35 | Філіпчук Ігор Ярославович «Сороковий»            | Солдат                                                                           | Народився 11 жовтня 1982 с.Пожарки. Проживав з батьками в Луцьку. В складі групи швидкого реагування Самооборони Майдану Волині Ігор охороняв громадський порядок в області. З часу бойових дій записався до батальйону «Айдар». Похований в селі Гаразджа, Луцький район. | 14 серпня 2014            | Загинув при виконанні бойового завдання 14 серпня 2014 року під Хрящуватим коли на український підрозділ наступало 8 танків. |
| 36 | Кушов Руслан Бахрікулович                        | Сержант                                                                          | Народився 21 лютого 1977 у Дніпрорудне. Учасник Євромайдану. Залишились мама Юлія Володимирівна, донька. Похований в місті Дніпрорудне. | 16 серпня 2014            | Загинув при виконанні бойового завдання 14 серпня 2014 року під Хрящуватим коли на український підрозділ наступало 8 танків. |
| 37 | Юричко Володимир Володимирович                   | солдат                                                                           | Народився в місті Самбір, Львівська область, студент Національного медичного університету імені Олександра Богомольця (2011—2014), активний учасник подій Євромайдану (2013), активіст студентської революції в НМУ (2014). Залишилаась сестара Соломія Юричко. | 14 серпня 2014            | Загинув у бою з терористами 13 серпня 2014 року разом з іншими вояками «Айдару». Похований у Самборі 17 серпня 2014 року. З 16 до 18 серпня у Самборі було оголошено днем трауру за Юричком.Рішенням Самбірської міської ради, ім'ям Юричка названо міську середню школу № 3, на його честь перейменовано вулицю Шевченка-бічну. Юричку присвоєно звання Почесного громадянина Самбора. |
| 38 | Слободенюк Пилип Аркадійович                     | Старший лейтенант                                                                | Народився 1961 с.Бежів Черняхівський район Житомирська область. Походить із багатодітної селянської родини. 1980—1982 рр. пройшов строкову службу в Німецькій Демократичній Республіці В/Ч 66555 в Мальвинкелі. Звільнився старшим лейтенантом. В часі Революції Гідності був командиром взводу 8 сотні Майдану Української спілки ветеранів Афганістану на Євромайдані.                                                                                    | 16 серпня 2014            | загинув у ході виконання бойового завдання з визволення населеного пункту Хрящувате Луганської області від незаконних збройних формувань із трьома військовослужбовцями. Похований 18 серпня 2014-го у Хорошеві Житомирської області. |
| 39 | Колотвін Олександр Вікторович (Саха)             | Солдат                                                                           | Народився 18 листопада 1984 року П'ятихатки. Залишились кохана дівчина, син, батьки Надія Василівна і Віктор Кузьмич. Похований у місті П'ятихатки. | 16 серпня 2014            | Загинув 16 серпня 2014 р. під час виконання бойового завдання під Хрящуватим — у Івана поцілив уламок бомби. |
| 40 | Дібрівний Дмитро Олександрович «Груша»           | Солдат                                                                           | Народився 11 травня 1988 у м.Сміла. Приймав активну участь в подіях Революції Гідності. Похований у Смілій. | 16 серпня 2014            | Загинув 16 серпня 2014 р. під час виконання бойового завдання під Хрящуватим — у Івана поцілив уламок бомби. |
| 41 | Качур Іван Іванович                              | Старший сержант                                                                  | Народився 11 вересня 1958. Залишилась мама. | 16 серпня 2014            | Загинув 16 серпня 2014 р. під час виконання бойового завдання під Хрящуватим — у Івана поцілив уламок бомби. Похований в місті Умань на цвинтарі «Софіївська слобідка». |
| 42 | Аболмасов Андрій Вікторович                      | Старший сержант                                                                  | Народився 6 жовтня 1969. Проживав у Дарницькому районі Києва. Брав активну участь у Євромайдані. На фронт вирушив добровольцем. | 17 серпня 2014            | Загинув у боях під Луганськом — снаряд влучив у будівлю, де були українські військові. Аболмасов прикрив чотирьох побратимів — («айдарівців» Юрія Надашкевича «Фізика», Олексія Мельника «Балку» та Віталія Мороза «Горця», а також мінометника з іншого підрозділу, ім'я котрого поки невідоме) від вибуху своїм тілом. Похований в Києві на Лісовому кладовищі. |
| 43 | Падюков Альберт Володимирович                    | Солдат                                                                           | Народився 1 березня 1971, с. Клячаново Мукачівського району Закарпатської області. Активіст Революції гідності, член ПП «Удар», Народної ради Деснянського району. В часі війни — доброволець, солдат, 24-й батальйон територіальної оборони «Айдар». Вдома залишилась дружина, 14-річний син. Похований у селі Клячаново 20 серпня 2014-го. | 19 серпня 2014            | 19 серпня 2014-го загинув у боях під Металістом. |
| 44 | Климчук Сергій Дмитрович                         | Старший сержант                                                                  | Народився 19 березня 1969 року в Троянівка Маневицький район Волинська область. Працював юристом, Волинський обласний центр з надання безоплатної правової допомоги. Активний учасник Євромайдану, 4-та козацька сотня. Без Сергія лишились дружина, донька Вікторія, сестра Тетяна. | 19 серпня 2014            | Загинув 17 серпня 2014 р., того дня дві роти «Айдара» розміщувалися у Новосвітлівці та Хрящуватому. Сергій переносив поранених побратимів в укриття під мінометним обстрілом, загинув від осколкового поранення в голову. |
| 45 | Міхнюк Олег Іванович                             | Старший сержант                                                                  | Народився 27 жовтня 1965 Мала Дівиця, Прилуцький район, Чернігівська область. В період Євромайдану Олег Міхнюк був сотником Восьмої «афганської» сотні Самооборони Майдану. | 20 серпня 2014 49 (років) | Загинув під час бойових дій за містечко Новосвітлівка, на трасі Краснодон-Луганськ. |
| 46 | Петросян Оганес Арутюнович                       | Солдат                                                                           | Народився 4 серпня 1973 у Києві. Вірмен за національністю. Родина переїхала до України, тут Оганес народився та виріс. 1990-го закінчив Ірпінську ЗОШ, потім переїхав до Києва. З перших днів брав участь у подіях Революції Гідності. Залишилися мама, дружина, донька. Похований у Києві. | 23 серпня 2014            | Загинув у бою під Сєвєродонецьком. В лісі під Сєвєродонецьком бійці батальйону натрапили на групу російських диверсантів, які готували теракт у Харкові. Диверсантам було запропоновано здатись, але вони відкрили вогонь. В результаті бою айдарівці ліквідували табір диверсантів, проте втратили чотирьох бійців. Оганес Петросян загинув, прикривши товариша від вибуху гранати. |
| 47 | Андріюк Василь Васильович (Німець)               | Солдат                                                                           | Народився 14 квітня 1963 у м.Косів. Член Косівської районної організації ВО «Свобода». Був активним учасником Революції Гідності, записався добровольцем. Залишились дружина, доросла донька, чотирирічний син. | 23 серпня 2014            | Загинув від кулі снайпера під Сєвєродонецьком в бою з російськими диверсантами, що займалися підготовкою теракту в Харкові. Похований в Косові. |
| 48 | Бойко Володимир Степанович                       | Солдат                                                                           | Народився 16 жовтня 1985, Ярунь (Новоград-Волинський район) (Житомирська область). У 2006 р. Закінчив Житомирський технікум землевпорядкування. Сім'я: залишилось двоє дітей (син 7 років та донька 4 роки). Похований в селі Ярунь. | 23 серпня 2014 (28 роки)  | Загинув під Северодонецьком в бою з російськими диверсантами, що займались підготовкою теракту в Харкові. |
| 49 | Гаркавенко Євген Миколайович                     | Солдат                                                                           | Народився 6 жовтня 1979, Гостролуччя. Залишились батьки, молодший брат Олег. Похований у рідному селі | 23 серпня 2014            | Загинув у бою під Сєвєродонецьком. В лісі під Сєвєродонецьком бійці батальйону натрапили на групу російських диверсантів, які готували теракт у Харкові. Диверсантам було запропоновано здатись, але вони відкрили вогонь. |
| 50 | Корабльов Андрій Віталійович                     | Солдат                                                                           | Народився 18 листопада 1984 Українськ. Залишились сестра та донька. Похований у Вороновиці, Вінницький район. | 23 серпня 2014            | Загинув під Северодонецьком в бою з російськими диверсантами, що займались підготовкою теракту в Харкові. |
| 51 | Черноволов Володимир Олександрович               | Солдат                                                                           | Народився 20 квітня 1970 у Лисичанську. | 23 серпня 2014            | Загинув у бою під Сєвєродонецьком. В лісі під Сєвєродонецьком бійці батальйону натрапили на групу російських диверсантів, які займались підготовкою теракту в Харкові. Диверсантам було запропоновано здатись, але вони відкрили вогонь. В результаті бою айдарівці ліквідували табір диверсантів, проте втратили 4-х бійців. |
| 52 | Писаренок Андрій Володимирович                   | Солдат                                                                           | Народився 8 листопада 1989 с Петрівка Компаніївський район Кіровоградська область. Без Андрія лишились дружина та два сини — 2-х і 4-х років, у Бобринці — мама Наталія Павлівна, батько Володимир Михайлович та молодша сестра Ганна. Похований в місті Бобринець 28 серпня 2014-го. | 26 серпня 2014            | 23 серпня 2014-го загинув у бою з російською ДРГ біля міста Сєвєродонецьк. |
| 53 | Федоров Сергій Сергійович                        | Старшина I статті                                                                | Народився 20 квітня 1972 ус. Олійники Сахновщинський район Харківська область. Без Сергія лишились дружина Тетяна, дві доньки та син. Похований в селі Олійники. | 26 серпня 2014            | Зазнав важкого поранення в живіт у бою за Хрящувате. Тиждень провів у київському шпиталі, проте поранення були несумісні з життям — видалили нирку, паралізувало ноги, ушкоджені легені та хребет. |
| 54 | Ідель Ілля Євгенович                             | Солдат                                                                           | Народився 13 січня 1988 с. Червона Слобода Черкаський район Черкаська область. Залишилися мама Тетяна Василівна, дружина, 6-річна донька Сніжана, брат, четверо племінників. Похований в рідному селі. | 26 серпня 2014            | Помер в київському шпиталі від важких травм, котрих зазнав у боях з терористами під Луганськом. |
| 55 | Захарчук Олександр Петрович                      | Солдат                                                                           | Народився 1 вересня 1990, Житомирська область. Проживав у смт Олишівка Чернігівська область. Боєць батальйону територіальної оборони «Айдар». Активний учасник Революції Гідності, 22-ї сотні Самооборони Майдану. Після київського Майдану поїхав добровольцем на фронт. Залишилися дружина та 6-місячний син. | 1 вересня 2014            | Повернувся з фронту у відпустку. У свій день народження покінчив життя самогубством, поховали Олександра в Олишівці 3 вересня. |
| 56 | Юркевич Андрій Михайлович (Грізлі)               | Командир 2-го взводу 2-ї роти «Захід»                                            | Тернополянин, боєць спортивного клубу «Характерник» (м. Тернопіль), громадський активіст, активний учасник подій на Майдані. | 5 вересня 2014            | Загинув у засідці терористів на ділянці дороги Щастя-Металіст. За годину до наказу про припинення вогню терористи під прикриттям синьо-жовтих стягів наблизились та обстріляли захисників траси, яку контролювала група 80-ї бригади і добровольців, серед яких був Андрій.. |
| 57 | Король Юрій Васильович                           | Солдат                                                                           | Народився 21 грудня 1978 с. Заріччя Іршавський район Закарпатська область. Вдома лишились 3 дочки — 2000 р.н. та близнючки 2005 р.н. | 5 вересня 2014            | 5 вересня 2014-го зник безвісти під час бою з російськими диверсантами — здійснили атаку із засідки на вояків батальйону поблизу села Весела Гора. Загинув, віддавши своє укриття побратимам та капелану. До колони вийшли люди з українським прапором, після зупинки машин терористи почали обстрілювати з кулеметів із засідки, поранених потім добивали. |
| 58 | Вишневський Олег Анатолійович «Вишня»            | Солдат                                                                           | Народився 21 серпня 1978, Луцьк. Без батька залишився п'ятирічний син. | 5 вересня 2014            | Російські диверсанти здійснили атаку із засідки на вояків батальйону поблизу села Весела Гора (Слов'яносербський район). До колони вийшли люди з українським прапором, і коли машини зупинились, відкрили вогонь із засідки з кулеметів. Потім добивали поранених. Похований у Луцьку на Алеї почесних поховань кладовища Гаразджа. |
| 59 | Атаманчук Андрій Вікторович «Атаман»             | Солдат                                                                           | Народився 6 травня 1978, Червоноград Львівська область. Проживав у Луцьку з 2012 року. Був активним учасником Революції Гідності у складі Автомайдану. Залишились 7-річний син та 13-річна донька. | 5 вересня 2014            | Російські диверсанти здійснили атаку із засідки на вояків батальйону поблизу села Весела Гора (Слов'яносербський район). До колони вийшли люди з українським прапором, і коли машини зупинились, відкрили вогонь із засідки з кулеметів. Потім добивали поранених. Похований у Луцьку на Алеї почесних поховань кладовища Гаразджа. |
| 60 | Богуш Андрій Васильович                          | Солдат                                                                           | Народився 18 березня 1977, Чернігів. Брав активну участь у Революції Гідності. | 5 вересня 2014            | Російські диверсанти здійснили атаку із засідки на вояків батальйону поблизу села Весела Гора (Слов'яносербський район). До колони вийшли люди з українським прапором, і коли машини зупинились, відкрили вогонь із засідки з кулеметів. Потім добивали поранених. |
| 61 | Коломієць Федір Федорович «Шахтар»               | Солдат                                                                           | Народився 9 квітня 1981, Алчевськ Луганська область. Був активним учасником Революції Гідності, пізніше пішов добровольцем до батальйону «Айдар». | 5 вересня 2014            | Російські диверсанти здійснили атаку із засідки на вояків батальйону поблизу села Весела Гора (Слов'яносербський район). До колони вийшли люди з українським прапором, і коли машини зупинились, відкрили вогонь із засідки з кулеметів. Потім добивали поранених. У зв'язку з ситуацією в рідному Алчевську близькі загиблого попросили поховати його в Західній Україні. Похований 12 вересня на Микулинецькому кладовищі в Тернополі поряд із бойовим побратимом Андрієм Юркевичем. |
| 62 | Король Юрій Васильович «Король»                  | Солдат, сапер-розвідник                                                          | Народився 21 грудня 1978, Заріччя (Іршавський район) Закарпатська область. Залишились мати, дружина та три доньки, старшій 14 років, а двом близнючкам по 9. | 5 вересня 2014            | Російські диверсанти здійснили атаку із засідки на вояків батальйону поблизу села Весела Гора (Слов'яносербський район). До колони вийшли люди з українським прапором, і коли машини зупинились, відкрили вогонь із засідки з кулеметів. Потім добивали поранених. Був похований 1 жовтня в Старобільську як невідомий герой АТО. Імена загиблих айдарівців назвав їх бойовий товариш. Після ідентифікації за експертизою ДНК 12 лютого 2015 року воїна перепоховали на батьківщині. |
| 63 | Кондратюк Юрій Володимирович                     | Солдат                                                                           | Народився 18 лютого 1984, Борщів (Радомишльський район) Житомирська область. Зниклий безвісти. | 5 вересня 2014            | Російські диверсанти здійснили атаку із засідки на вояків батальйону поблизу села Весела Гора (Слов'яносербський район). До колони вийшли люди з українським прапором, і коли машини зупинились, відкрили вогонь із засідки з кулеметів. Потім добивали поранених. Був похований 1 жовтня в Старобільську як невідомий герой АТО. Імена загиблих айдарівців назвав їх бойовий товариш. Проводиться експертиза ДНК. |
| 64 | Скиба Олександр Сергійович «Термінатор»          | Старший сержант Командир розвідгрупи «Вікінги»                                   | Народився 5 січня 1974, Сутиски Тиврівський район Вінницька область. Працював у міліції, звільнився через астму. Займався громадською діяльністю. Був активним учасником Революції Гідності. Член громадського формування з охорони громадського порядку «Патріоти Тиврівщини». З початком АТО добровольцем пішов на фронт. Залишились батьки та сестра. | 5 вересня 2014            | Російські диверсанти здійснили атаку із засідки на вояків батальйону поблизу села Весела Гора (Слов'яносербський район). До колони вийшли люди з українським прапором, і коли машини зупинились, відкрили вогонь із засідки з кулеметів. Потім добивали поранених. Впізнаний за експертизою ДНК серед похованих у Старобільську невідомих героїв. 7 лютого 2015 року з воїном прощались на Майдані у Києві (в статті за посиланням помилково названий Андрієм). 8 лютого 2015 року Олександра перепоховали у рідному селищі. |
| 65 | Стулов Олексій Валерійович «Гвоздь»              | Солдат, снайпер                                                                  | Народився 1 січня 1991, Кривий Ріг Дніпропетровська область. Закінчив Криворізький професійний гірничо-електро-механічний ліцей. З 2009 по 2011 рік працював на шахті «Жовтневий» ПАТ «Криворізький залізорудний комбінат». З початком АТО пішов добровольцем на фронт. | 5 вересня 2014            | Російські диверсанти здійснили атаку із засідки на вояків батальйону поблизу села Весела Гора (Слов'яносербський район). До колони вийшли люди з українським прапором, і коли машини зупинились, відкрили вогонь із засідки з кулеметів. Потім добивали поранених. Був похований 1 жовтня в Старобільську як невідомий герой АТО, імена загиблих айдарівців назвав їх бойовий товариш. Після проведення експертизи ДНК 10 липня 2015 року воїна перепоховали на Алеї Слави Центрального кладовища Кривого Рогу. |
| 66 | Якимчук Владислав Сергійович «Шаман»             | Солдат                                                                           | Народився 22 квітня 1996, 18 років, Бердичів Житомирська область. Залишилася мати. | 5 вересня 2014            | Російські диверсанти здійснили атаку із засідки на вояків батальйону поблизу села Весела Гора (Слов'яносербський район). До колони вийшли люди з українським прапором, і коли машини зупинились, відкрили вогонь із засідки з кулеметів. Потім добивали поранених. Був похований 1 жовтня в Старобільську як невідомий герой АТО. Імена загиблих айдарівців назвав їх бойовий товариш. В січні 2016 року упізнаний за експертизою ДНК. |
| 67 | Якубовський Назар Олександрович «Назарчик»       | Солдат                                                                           | Народився 20 грудня 1996, 17 років, село Шаровечка, Хмельницька область. У серпні сказав матері, що поїхав шукати роботу в Києві, а сам відправився на фронт. Юний патріот не був офіційно оформлений у батальйоні. | 5 вересня 2014            | Російські диверсанти здійснили атаку із засідки на вояків батальйону поблизу села Весела Гора (Слов'яносербський район). До колони вийшли люди з українським прапором, і коли машини зупинились, відкрили вогонь із засідки з кулеметів. Потім добивали поранених. Був похований 1 жовтня в Старобільську як невідомий герой АТО. Упізнаний за експертизою ДНК у березні 2015 року. Волонтери зі Старобільська зібрали кошти на цинкову труну для бійця, щоб доставити його до Хмельницького. 25 березня 2015 року з бійцем попрощались у Києві на Майдані Незалежності, 26 березня в Хмельницькому. Перепоховали Назара на кладовищі рідного села. |
| 68 | Шалатовський Вадим Володимирович (Хмель)         | Старший солдат                                                                   | Народився 5 березня 1983, Пасічна (Старосинявський район) Хмельницька область. Проживав у м. Хмельницький. Активний учасник Революції Гідності. Під час другої хвилі мобілізації залишив свій бізнес і пішов на фронт. Із серпня 2014 року брав участь у бойових діях у зоні АТО. Залишилася дружина, син та донька. | 5 вересня 2014            | Російські диверсанти здійснили атаку із засідки на вояків батальйону поблизу села Весела Гора (Слов'яносербський район). До колони вийшли люди з українським прапором, і коли машини зупинились, відкрили вогонь із засідки з кулеметів. Потім добивали поранених. Був похований у Старобільську як невідомий герой АТО, у березні 2015 року упізнаний за експертизою ДНК. 25 березня 2015 року з бійцем попрощались у Києві на Майдані Незалежності, 26 березня перепохований у Хмельницькому на Алеї Слави кладовища у мікрорайоні Ракове. |
| 69 | Пархоменко Сергій Леонідович «Рейнджер»/«Пархом» | Солдат, гранатометник                                                            | Народився 11 серпня 1975, Суми. Закінчив Сумський національний аграрний університет, мав фах бухгалтера. Працював у приватних фірмах. Під час Революції Гідності був активним учасником сумського Майдану, в лютому 2014 року чергував на блок-постах під Сумами. У квітні з початком формування 15-го БТО «Суми» записався добровольцем до батальйону, згодом перейшов в «Айдар», щоб воювати за Україну на передовій. Залишилася дружина та 3-річний син. | 5 вересня 2014            | Російські диверсанти здійснили атаку із засідки на вояків батальйону поблизу села Весела Гора (Слов'яносербський район). До колони вийшли люди з українським прапором, і коли машини зупинились, відкрили вогонь із засідки з кулеметів. Потім добивали поранених. Була інформація, що Сергій з важким пораненням у живіт потрапив до бойовиків у Луганськ, з листопада ніяких звісток про нього не було. У червні 2015 року тіло Сергія знайшли за експертизою ДНК у 1-му морзі Дніпропетровська. Поховання 15 червня 2015 року на Центральному кладовищі Сум на Алеї Почесних громадян.                                                           |
| 70 | Рожков Дмитро Анатолійович «Димок»               | Солдат, кулеметник                                                               | Народився 10 червня 1979, Котовськ Одеська область. Активний учасник Революції Гідності, був у 12-й сотні Самооборони Майдану. Під час подій у Києві отримав поранення, після лікування у Львові одразу поїхав на східний фронт. Брав участь у боях за Щастя і Металіст під Луганськом. Поблизу Лутугине був поранений, лікувався у Харкові, і знову вирушив на передову. Залишилася мати.                                                                  | 5 вересня 2014            | Російські диверсанти здійснили атаку із засідки на вояків батальйону поблизу села Весела Гора (Слов'яносербський район). До колони вийшли люди з українським прапором, і коли машини зупинились, відкрили вогонь із засідки з кулеметів. Потім добивали поранених. Дмитро вважався зниклим безвісти. В лютому 2015 року експертиза ДНК підтвердила, що він загинув і похований під Старобільськом як невідомий герой АТО, матері воїна видали свідоцтво про смерть. |
| 71 | Кумецький Віктор Володимирович «Кум»             | Старший сержант                                                                  | Народився 11 лютого 1973, Луцьк Волинська область. Працював водієм у «Максим-таксі». Одним з перших пішов добровольцем захищати Батьківщину, пізніше, вже на Луганщині, оформив мобілізацію через Сватівський військкомат. Залишилися дружина та двоє дітей, 13 і 17 років. | 5 вересня 2014            | Російські диверсанти здійснили атаку із засідки на вояків батальйону поблизу села Весела Гора (Слов'яносербський район). До колони вийшли люди з українським прапором, і коли машини зупинились, відкрили вогонь із засідки з кулеметів. Потім добивали поранених. Віктор вважався зниклим безвісти. В серпні 2015 року експертиза ДНК підтвердила, що Віктор загинув і похований під Старобільськом як невідомий герой АТО. 23 вересня 2015 року воїна перепоховали на Алеї почесних поховань міського кладовища Луцька у селі Гаразджа. |
| 72 | Білоус Олександр Севаст'янович «Льотчик»         | Солдат                                                                           | Народився 12 серпня 1966, Ковель Волинська область. Проживав у м. Київ. Був підполковником УДО. Залишилася дружина та донька. | 5 вересня 2014            | Російські диверсанти здійснили атаку із засідки на вояків батальйону поблизу села Весела Гора (Слов'яносербський район). До колони вийшли люди з українським прапором, і коли машини зупинились, відкрили вогонь із засідки з кулеметів. Потім добивали поранених. Упізнаний за експертизою ДНК серед похованих невідомих Героїв АТО у травні 2015 року, за даними Книги пам'яті похований у Києві. |
| 73 | Грибков Сергій Миколайович «Прокурор»            | Солдат                                                                           | Народився 1 жовтня 1981, Луцьк Волинська область. Закінчив Волинський державний університет імені Лесі Українки. Працював в прокуратурі Волинської області на посаді прокурора відділу захисту прав і свобод дітей. У липні 2014 року взяв відпустку і добровольцем пішов на фронт. Неодружений, залишилися батьки. | 5 вересня 2014            | Російські диверсанти здійснили атаку із засідки на вояків батальйону поблизу села Весела Гора (Слов'яносербський район). До колони вийшли люди з українським прапором, і коли машини зупинились, відкрили вогонь із засідки з кулеметів. Потім добивали поранених Був похований під Старобільськом як невідомий солдат, упізнаний за експертизою ДНК. Перепоховали Сергія 8 квітня 2016 року на Алеї почесних поховань луцького міського кладовища у селі Гаразджа. |
| 74 | Сльота Володимир Васильович                      | Солдат                                                                           | Народився 16 травня 1967, Кожухівка (Теплицький район) Вінницька область. Активний учасник Революції Гідності, з перших днів на Майдані, був у 7-й сотні Самооборони Майдану. Приїхавши додому, вступив до ГФ «Народна самооборона» Теплицького району. Потім пішов добровольцем на фронт. Близьких рідних немає, залишилася двоюрідна сестра. | 5 вересня 2014            | Російські диверсанти здійснили атаку із засідки на вояків батальйону поблизу села Весела Гора (Слов'яносербський район). До колони вийшли люди з українським прапором, і коли машини зупинились, відкрили вогонь із засідки з кулеметів. Потім добивали поранених Був похований під Старобільськом у могилі невідомого героя АТО під № 257, в подальшому був упізнаний за експертизою ДНК. Перепоховання пройшло 19 квітня 2016 року в с. Кожухівка. |
| 75 | Слісенко Михайло Михайлович «Сєдой»              | Солдат водій                                                                     | Народився 28 травня 1958, 56 років, проживав у с. Боровиця (Чигиринський район) Черкаська область. Молодість Михайла пройшла на Донеччині, працював шахтарем, мав сім'ю. Розлучився та приїхав на Черкащину, донька залишилась з мамою. Пішов добровольцем до батальйону «Айдар» у липні 2014 року. Залишилися мати 95 років, дочка 18 років, двоюрідна сестра з дитиною інвалідом. Зниклий безвісти.                                                       | 7 вересня 2014            | Російські диверсанти здійснили атаку із засідки на вояків батальйону поблизу с. Весела Гора (Слов'яносербський район). До колони вийшли люди з українським прапором, і коли машини зупинились, відкрили вогонь із засідки з кулеметів. Потім російські бойовики добивали поранених. |
|    | Дорчі Василь Павлович                            | Старший солдат, старший навідник кулеметного взводу роти вогневої підтримки      | Народився 30 серпня 1973 року в селі Угринь Чортківського району Тернопільської області. Пізніше проживав у селищі Диканька та у селі Устивиця Гоголівської громади Полтавської області. Тривалий час вважався безвісти зниклим. У березні 2025 року Миргородський міськрайонний суд визнав його загиблим, врахувавши свідчення бойових побратимів. | 1 липня 2022              | Під час виконання бойового завдання між селами Золотарівка та Верхокам’янка Сіверськодонецького району Луганської області. |
|    | Попереля Сергій                                  | Командиро 3 мінометного відділення 1 мінометного взводу 2 мінометної батареї     | 2005 року народження. Був мешканцем Ольгополя | 21 березня 2025           | Загинув у районі населеного пункту Шевченко Волноваського району Донецької області. |

## Зниклі безвісти
Зниклими безвісти вважаються Хомяк Дмитро Валерійович (11 листопада 1993) і Хомяк Володимир Валерійович (9 серпня 1990) з Луцька, що пропали в бою 5 вересня 2014 року у засідці біля Веселої гори.